# Saison 17 de Détective Conan
Chronologie
Saison 16 de Détective Conan Saison 18 de Détective Conan
Cette saison a été diffusée du 7 janvier 2012 au 15 décembre 2012 (épisodes 642 à 680) sur Nippon TV. Elle est composée de 39 épisodes.
Le trente-troisième opening (générique de début) (épisodes 642 à 666) intitulé Miss Mystery, est interprété par le groupe de J-pop Breakerz. Le trente-quatrième opening (épisode 667 à 680 + MK de 07 à 12) intitulé Kimi no Namida ni Konna ni Koi Shiteru est interprété par le groupe Natsu Iro. 
Le quarantième ending (épisodes 629 à 643 + MK 04 à 06) intitulé Your Best Friend, est interprété par la chanteuse de J-pop Mai Kuraki. Le quarante-et-unième ending (épisodes 644 à 653) intitulé Kanashii Hodo Kyō no Yūhi Kirei da ne, est interprété par le groupe de J-pop Grram. Le quarante-deuxième ending (générique de fin) (épisodes 654 à 667) intitulé Overwrite, est interprété par le groupe de J-pop Breakerz. Le quarante-troisième ending (épisodes 667 à 686 + MK de 07 à 12) intitulé Koi ni Koishite, est interprété par la chanteuse de J-pop Mai Kuraki.
| No | Titre français | Titre japonais                              | Titre japonais                                           | Date de 1re diffusion |
| No | Titre français | Kanji                                       | Rōmaji                                                   | Date de 1re diffusion |
| --- | --- | ------------------------------------------- | -------------------------------------------------------- | --------------------- |
| 642 | Moment critique lors d’une partie de karuta - 1re partie (files : 759-761/tome : 72)                                                                | カルタ取り危機一髪 (前編)                   | Karuta-tori Kikiippatsu - Zenpen                         | 7 janvier 2012        |
| 643 | Moment critique lors d’une partie de karuta - 2e partie (files : 759-761/tome : 72)                                                                 | カルタ取り危機一髪 (後編)                   | Karuta-tori Kikiippatsu - Kōhen                          | 14 janvier 2012       |
| Conan est alité avec un gros rhume, alors qu'il devait aller jouer chez Ayumi avec le reste des détective juniors. Alors que ces derniers l'appellent par vidéo pour prendre de ses nouvelles, le jeune détective remarque quelque chose d'inquiétant derrière eux. Il ne peut malheureusement pas leur en faire part, gagné qu'il est par la maladie. Ai va-t-elle comprendre les indices qu'il lui a donnés à temps ? | |                                             |                                                          |                       |
| 644 | Des rāmen si bons… qu’on en mourrait - 1re partie (files : 765-767/tome : 73)                                                                       | 死ぬほど美味いラーメン (前編)               | Shinuhodo umai Rāmen - Zenpen                            | 4 février 2012        |
| 645 | Des rāmen si bons… qu’on en mourrait - 2e partie (files : 765-767/tome : 73)                                                                        | 死ぬほど美味いラーメン (後編)               | Shinuhodo umai Rāmen - Kōhen                             | 11 février 2012       |
| Ran annonce au dernier moment à son père qu'elle compte passer la nuit avec ses camarades du club de karaté pour s'entraîner. Kogorō et Conan cherchent donc un endroit pour manger, et finissent un peu par hasard dans un restaurant de ramen peu fréquenté, mais délicieux. Avant la fin de leur repas, un homme d'affaires peu scrupuleux qui mangeait non loin d'eux, meurt, empoisonné. | |                                             |                                                          |                       |
| 646 | Épreuve de déductions entre détectives - 1re partie (files : 768-770/tome : 73)                                                                     | ホテルの幽霊の控除の証明 (前編)             | Hoteru no yuurei no koujo no shoumei - Zenpen            | 18 février 2012       |
| 647 | Épreuve de déductions entre détectives - 2e partie (files : 768-770/tome : 73)                                                                      | ホテルの幽霊の控除の証明 (後編)             | Hoteru no yuurei no koujo no shoumei - Kōhen             | 25 février 2012       |
| Conan, Sonoko et Ran veulent aller manger à un buffet de pâtisseries pour célébrer la victoire de cette dernière à un tournoi régional de karaté. Dans les transports en commun, ils font la connaissance d'une redoutable personne, experte en arts martiaux et en déduction. Ce nouveau détective lycéen se présente sous le nom de Sera. Une fois à l'hôtel où a lieu le buffet, une affaire éclate, que Conan va se dépêcher de résoudre, en faisant attention à ce fameux Sera, qui semble représenter un danger à plus d'un égard…                                                                      | |                                             |                                                          |                       |
| 648 | Prise d’otage à l’agence du détective Mōri - Déclenchement (files : 771-774/tomes : 73-74)                                                          | 代理店の探偵毛利at人質の状況 (インシデント) | Dairi ten no tantei Mōri ni hitojichi no kagojō - Jiken  | 3 mars 2012           |
| 649 | Prise d’otage à l’agence du détective Mōri - Embuscade (files : 771-774/tomes : 73-74)                                                              | 代理店の探偵毛利に人質の状況 (撮影)         | Dairi ten no tantei Mōri ni hitojichi no jōkyō - Satsuei | 10 mars 2012          |
| 650 | Prise d’otage à l’agence du détective Mōri - Final (files : 771-774/tomes : 73-74)                                                                  | 代理店の探偵毛利に人質事件 (解放)           | Dairi ten no tantei Mōri ni hitojichi jiken - Kaihō      | 17 mars 2012          |
| Le lycée Teitan accueille une nouvelle élève, une détective lycéenne du nom de Sera Masumi. De par ses activités, elle se lie avec Ran et visite l'agence Môri, en prétextant vouloir parler d'enquêtes. Elle semble évoquer un intérêt tout particulier pour Conan, qui est chez le professeur Agasa. Alors qu'elle s'apprête à partir, un client pas comme les autres apparaît, et menace de faire exploser l'agence si l'on ne résout pas l'affaire du meurtre de sa sœur. Grâce à la rapidité de réaction de Sera, Conan va pouvoir tout entendre par téléphone, et les aider de son mieux par téléphone. | |                                             |                                                          |                       |
| 651 - SP30 | Conan contre Heiji, l’épreuve de déductions entre les détectives de l’Est et de l’Ouest (épisode spécial de 45 minutes) (files : 778-780/tome : 74) | コナンＶＳ平次 東西探偵推理勝負             | Konan vs Heiji Tōzai tantei suiri shōbu                  | 24 mars 2012          |
| Kazuha et Heiji vont à Tokyo pour travailler sur une enquête. De passage à l'agence Môri, ce dernier fait la rencontre de la nouvelle élève, Sera Masumi. Sous les questions de la jeune fille, la rivalité intellectuelle entre les détectives de l'Est et l'Ouest s'attise. Une affaire éclate, liée - une fois de plus - à la présence malencontreuse de l'agent spécial André Camel. Les jeunes gens décident de faire de cette enquête le théâtre de leur affrontement, sous l'œil scrutateur de Sera.                                                                                                   | |                                             |                                                          |                       |
| 652 | Mélange de poison et d’illusion - EYE (files : 781-786/tomes : 74-75)                                                                               | 毒と幻のデザイン（EYE）                     | Doku to Maboroshi no Dezain （EYE）                      | 21 avril 2012         |
| Heiji emmène Kazuha et les membres de l'Agence Môri l'accompagner pour enquêter sur l'affaire qui l'amène à Tokyo. Un homme est mort dans sa maison à Osaka, et "dying message" a disparu sans laisser de traces. La famille de cet homme habitant dans la capitale, ils décident de lui rendre visite afin d'élucider ce mystère, mais une série de crimes dans la maison va changer le plan des détectives. De plus, Ran a des révélations à faire à Kazuha | |                                             |                                                          |                       |
| 653 | Mélange de poison et d’illusion - S (files : 781-786/tomes : 74-75)                                                                                 | 毒と幻のデザイン（S）                       | Doku to Maboroshi no Dezain（S）                         | 28 avril 2012         |
| 654 | Mélange de poison et d’illusion - Poison (files : 781-786/tomes : 74-75)                                                                            | 毒と幻のデザイン（Poison）                  | Doku to Maboroshi no Dezain（Poison）                    | 5 mai 2012            |
| 655 | Mélange de poison et d’illusion - Illusion (files : 781-786/tomes : 74-75)                                                                          | 毒と幻のデザイン （Illusion）               | Doku to Maboroshi no Dezain（Illusion）                  | 12 mai 2012           |
| 656 | Le site-web vidéo du professeur - 1re partie (files : 775-777/tome : 74)                                                                            | 博士 の 動画 サイト (前編)                  | Hakase no Doga Saito - Zenpen                            | 19 mai 2012           |
| 657 | Le site-web vidéo du professeur - 2e partie (files : 775-777/tome : 74)                                                                             | 博士 の 動画 サイト (後編)                  | Hakase no Doga Saito - Kōhen                             | 26 mai 2012           |
| Le professeur Agasa cherche à vendre un vieux vase qu'il a trouvé dans sa remise. Pour ce faire, il poste une vidéo sur internet, dans laquelle apparaît malencontreusement Ai. Peu après, Ayumi est enlevée, roulée dans un tapis, alors qu'elle portait des vêtements empruntés à Ai. De plus, l'énigmatique Sera rôde… | |                                             |                                                          |                       |
| 658 | Le piège brûlant du chocolat | トラップホットチョコレート                  | Torappu hotto chokorēto                                  | 2 juin 2012           |
| Un célèbre chocolatier demande des fonds au groupe Suzuki, appartenant à la famille de Sonoko. Cette dernière est envoyée en témoin-test avec Ran et Conan en prévision d’une future cérémonie. Mais au cours de la répétition, la pièce en chocolat prend feu et immole le chocolatier multi-récompensé. | |                                             |                                                          |                       |
| 659 | Enquête commune avec un premier amour - 1re partie (files : 790-792/tome : 75)                                                                      | 初恋 の 共同 捜査 (前編)                    | Hatsukoi no kyōdō sōsa - Zenpen                          | 9 juin 2012           |
| 660 | Enquête commune avec un premier amour - 2e partie (files : 790-792/tome : 75)                                                                       | 初恋 の 共同 捜査 (後編)                    | Hatsukoi no kyōdō sōsa - Kōhen                           | 16 juin 2012          |
| Les détective juniors découvrent la voiture de l'agent Chiba vandalisée. C'est la dernière occurrence dans une affaire de vandalisme en série. Les enfants décident d'aider les forces de police, et de faire travailler ensemble l'agent Chiba et l'agent de circulation Miike Naeko (cf épisode 624), qui ont un passé commun. | |                                             |                                                          |                       |
| 661 | Kogorō est une bonne personne - 1re partie (files : 787-789/tome : 75)                                                                              | 小五郎さんはいい人 (前編)                   | Kogorō-san wa ī hito desu - Zenpen                       | 23 juin 2012          |
| 662 | Kogorō est une bonne personne - 2e partie (files : 787-789/tome : 75)                                                                               | 小五郎さんはいい人 (後編)                   | Kogorō-san wa ī hito desu - Kōhen                        | 30 juin 2012          |
| Kogorō prévoit de passer une nuit à boire en abandonnant Ran et Conan. Alors que Ran s'énerve contre son bon-à-rien de père, une vieille dame la sermonne, en lui déclarant que Kogorō Môri est quelqu'un de charmant, qui l'aide à domicile depuis plusieurs semaines. Intrigués, Ran et Conan vont voir sur place, et font face à une grosse surprise. Leur étonnement initial va cependant s'avérer être plus innocent qu'ils ne le pensaient. | |                                             |                                                          |                       |
| 663 | La Chasse au lucane cerf-volant de Miyama | ミヤマクワガタを追え                        | Miyama kuwagata o oe                                     | 7 juillet 2012        |
| 664 | La victoire du courageux chien Cœur 2 | 勇敢な犬の心臓2の勝利                       | Meiken kūru no o tegara 2                                | 14 juillet 2012       |
| 665 | L'Initiale K suspecte | 最初の容疑者K                               | Giwaku no inisharu K                                     | 21 juillet 2012       |
| 666 | Un intimidateur un soir de pluie | 雨の夜の脅迫者                              | Ame no yoru no kyōhakusha                                | 28 juillet 2012       |
| 667 | Veille de mariage - 1re partie (files : 793-795/tome : 75)                                                                                          | ウエディングイブ (前編)                     | Uedingu Ivu - Zenpen                                     | 1er septembre 2012    |
| 668 | Veille de mariage - 2e partie (files : 793-795/tome : 75)                                                                                           | ウエディングイブ (後編)                     | Uedingu Ivu - Kōhen                                      | 8 septembre 2012      |
| Kogorō est, avec Ran et Conan, à la célébration de fiançailles de vieux amis à lui. Dans la soirée, une tragédie éclate, cachant un drame encore plus profond. Pour aider à l'enquête apparaît un nouveau personnage mystérieux, le détective privé Amuro Toru. | |                                             |                                                          |                       |
| 669 | Le trésor de la tour des ténèbres - 1re partie | くらやみ塔の秘宝 (前編)                     | Kurayami tō no hihō - Zenpen                             | 15 septembre 2012     |
| 670 | Le trésor de la tour des ténèbres - 2e partie | くらやみ塔の秘宝 (後編)                     | Kurayami tō no hihō - Kōhen                              | 22 septembre 2012     |
| 671 | La nuit des détectives - Incident (files : 796-800/tome : 76)                                                                                       | 探偵たちの夜想曲 (事件)                     | Tantei-tachi no Yasōkyoku - Jiken                        | 6 octobre 2012        |
| Depuis l'affaire précédente, un jeune détective du nom d'Amuro Toru a pris un travail au café Poirot, afin de suivre les enseignements de Kogorō. Le célèbre détective endormi vient de mettre en place son site internet, et attend un client. Grâce aux déductions d'Amuro, ils comprennent que quelqu'un est enfermé dans les toilettes de l'agence, mais ils entendent un coup de feu et découvrent un cadavre, accompagné d'une jeune femme apparemment tenue contre son gré. Conan a cependant des doutes sur la véracité de son histoire.                                                              | |                                             |                                                          |                       |
| 672 | La nuit des détectives - Enlèvement (files : 796-800/tome : 76)                                                                                     | 探偵たちの夜想曲 (誘拐)                     | Tantei-tachi no Yasōkyoku - Yūkai                        | 13 octobre 2012       |
| Les membres de l'agence Môri vont visiter l'appartement de la femme louche. Cette dernière agit de plus en plus étrangement, et enlève Conan quand les autres ont le dos tourné. Pendant cela, la détective lycéenne Sera Masumi s'inquiète beaucoup de Ran et Conan, car elle a appris aux informations qu'on avait découvert un cadavre à l'agence. Ran dit à tout le monde que Conan a disparu, y compris au professeur et à Ai, pour que tous puissent se lancer à sa recherche. | |                                             |                                                          |                       |
| 673 | La nuit des détectives - Raisonnement (files : 796-800/tome : 76)                                                                                   | 探偵たちの夜想曲 (推理)                     | Tantei-tachi no Yasōkyoku - Suiri                        | 20 octobre 2012       |
| Trois groupes sont à la recherche de Conan, enlevé par une criminelle: Kogorō, Ran et Amuro d'un côté, la détective Sera Masumi de l'autre, ainsi que Haibara Ai, le professeur Agasa et Subaru dans une autre voiture. Le jeune détective est cependant plus conscient de sa situation qu'il n'en laisse paraître et, contre toute, attente, va enquêter avec sa ravisseuse. | |                                             |                                                          |                       |
| 674 | La nuit des détectives - Bourbon (files : 796-800/tome : 76)                                                                                        | 探偵たちの夜想曲 (バーボン)                 | Tantei-tachi no Yasōkyoku - Bābon                        | 27 octobre 2012       |
| Conan résout l'enquête de sa ravisseuse, mais échoue à désamorcer la situation, et se retrouve enlevé par une criminelle plus dangereuse encore. De plus, il semblerait que le membre de l'organisation des hommes en noir nommé Bourbon se cache parmi des visages familiers. | |                                             |                                                          |                       |
| 675 | À un millimètre de l'impardonnable - 1re partie (files : 801-803/tome : 76)                                                                         | 1ミリも許さない (前編)                      | 1 miri mo yurusa nai - Zenpen                            | 10 novembre 2012      |
| 676 | À un millimètre de l'impardonnable - 2e partie (files : 801-803/tome : 76)                                                                          | 1ミリも許さない (後編)                      | 1 miri mo yurusa nai - Kōhen                             | 17 novembre 2012      |
| Le professeur et les détective juniors ont été invités à un barbecue par un couple qu'ils ont rencontré dans un camping. Sera, qui a appelé Conan pour discuter de l'affaire précédente, semble particulièrement curieuse quant à la présence d'Ai. Arrivés chez le couple, le barbecue est vite teinté des disputes entre leurs hôtes. Malheureusement, un drame terrible est sur le point de se produire, que les déductions de Conan vont rendre encore plus tragique. | |                                             |                                                          |                       |
| 677 | La plage de sable sans empreintes | 足跡がない砂浜                              | Ashiato ga Nai Sunahama                                  | 24 novembre 2012      |
| 678 | Le mystère du Théâtre Nagasaki - L'ère Bakumatsu | 長崎ミステリー劇場 - 幕末篇                 | Nagasaki mystery Gekijou - Bakumatsu-hen                 | 1er décembre 2012     |
| 679 | Le mystère du Théâtre Nagasaki - L'ère de nos jours                                                                                                 | 長崎ミステリー劇場 - 現代篇                 | Nagasaki mystery Gekijou - Gendai-hen                    | 8 décembre 2012       |
| 680 | Rhapsodie du cactus | サボテン狂騒曲                              | Saboten Kyōsōkyoku                                       | 15 décembre 2012      |